# Halo, Halo
Chansons représentant la Yougoslavie au Concours Eurovision de la chanson
Lejla
(1981) Džuli
(1983)
Halo, Halo est la chanson représentant la Yougoslavie au Concours Eurovision de la chanson 1982. Elle est interprétée par le groupe Aska (en).
La chanson est la quatorzième de la soirée, suivant Video, video interprétée par Brixx pour le Danemark et précédant Hora interprétée par Avi Toledano pour Israël.
À la fin des votes, elle obtient 21 points et finit à la quatorzième place sur dix-huit participants.